# Claudio Dadomo
Claudio Dadomo, vollständiger Name Claudio Martín Dadomo Minervini, (* 10. Februar 1982 in Montevideo) ist ein ehemaliger uruguayischer Fußballspieler. Er stand zuletzt beim uruguayischen Verein El Tanque Sisley unter Vertrag.

## Karriere

### Verein
Der nach Angaben seines Vereins 1,76 Meter große, "Chancho" genannte Defensivakteur Dadomo stand zu Beginn seiner Karriere von 2000 bis 2002 bei den Montevideo Wanderers zunächst in der Segunda División und schließlich in der Primera División unter Vertrag. Von der Apertura 2003 bis einschließlich des Torneo Clasificatorio 2004 stand er in Reihen von Nacional Montevideo. In der Clausura 2004 bis in die Apertura 2006 spielte er wieder für die Wanderers. Es folgte eine Station in der Clausura 2007 bei den Argentinos Juniors. Bei den Argentiniern unterzeichnete er am 12. Januar 2007 einen Vertrag im Rahmen eines Ausleihgeschäfts, den er allerdings Anfang Februar 2007 bereits nach zwanzig Tagen aufgrund persönlicher Probleme wieder auflöste. Somit kam er für diesen Verein auch nicht zum Einsatz. Ein drittes Mal schloss er sich für die Apertura 2007 den Montevideo Wanderers an. 2008 führte sein Weg nach Europa. Dort absolvierte er in jenem Jahr acht Spiele für den schwedischen Klub Hammarby IF und schoss ein Tor. Nach seiner Rückkehr nach Uruguay spielte er in der Saison 2008/09 für den CA Cerro. Bei den Montevideanern kam er auch in der Spielzeit 2009/10 zu 23 Einsätzen (fünf Tore). Während seiner Zeit bei Cerro gewann er mit dem Team 2009 die Liguilla Pre-Libertadores (Copa Artigas). Es folgte ein Wechsel zu AEK Athen. Bei den Griechen lief er in der Saison 2010/11 neunmal auf (kein Tor).
2011 verließ er die Athener, die in jenem Jahr Griechischer Pokalsieger wurden, und unterschrieb bei Ergotelis. Lediglich ein Einsatz steht dort für ihn 2011/12 zu Buche. Noch in der laufenden Saison kehrte er 2012 nach Uruguay zurück und spielte fortan für River Plate Montevideo. In der Clausura 2012 wurde er dort sechsmal aufgestellt (kein Tor). Es folgten acht Partien unter seiner Mitwirkung (ein Tor) in der Meisterschaft 2012/13. Während dieser Spielzeit zog er im Januar 2013 weiter zum Ligakonkurrenten CA Cerro, für den er 13 Begegnungen in den verbleibenden Saisonspielen bestritt. Auch in der Saison 2013/14 war er für Cerro aktiv und wurde 17-mal in der Primera División eingesetzt (zwei Tore). Nach der Saison verlängerte Dadomo seinen ausgelaufenen Vertrag nicht. Im Februar 2015 schloss er sich dem Erstligisten El Tanque Sisley an. Dort bestritt er in der Clausura 2015 drei Partien (kein Tor) in der Primera División. In der Spielzeit 2015/16 wurde er achtmal (kein Tor) in der Liga eingesetzt.
Sein Ende 2016 auslaufender Vertrag bei El Tanque Sisley wurde nicht verlängert. Im Dezember 2017 beendete Dadomo 35-jährig seine aktive Karriere.

### Nationalmannschaft
Dadomo, der neben der uruguayischen auch die italienische Staatsbürgerschaft besitzt, war Mitglied der A-Nationalmannschaft Uruguays. Er debütierte am 19. Juli 2001 unter Nationaltrainer Víctor Púa, als er im Rahmen der Copa América 2001 gegen die Auswahl von Honduras der Startelf angehörte. Damit war er der einhundertste uruguayische Nationalspieler aus Reihen der Montevideo Wanderers. Gegen denselben Gegner kam er bei diesem Turnier am 29. Juli 2001 im Spiel um Platz drei, das Uruguay im Elfmeterschießen verlor, zu seinem zweiten Länderspieleinsatz. Sein drittes und letztes Spiel für die Celeste absolvierte er am 4. Februar 2003 im Rahmen des Carlsberg Cup gegen die Nationalmannschaft des Iran. In dieser Partie war Gustavo Ferrín erstmals für das uruguayische Nationalteam verantwortlich.

### Erfolge
- Liguilla Pre-Libertadores: 2009
- Griechischer Pokalsieger: 2011